# Икла
И́кла (эст. Ikla) — деревня в волости Хяэдемеэсте уезда Пярнумаа, Эстония.

## География и описание
Расположена на берегу Рижского залива, в 58 километрах к югу от уездного центра — города Пярну, и в 45 километрах от волостного центра — деревни Уулу. Высота над уровнем моря — 13 метров.
Климат умеренный. Официальный язык — эстонский. Почтовый индекс — 86005.

## Население
По данным переписи населения 2021 года, в Икланасчитывалось 122 жителя, из них 115 (94,3 %) — эстонцы.
В 2020 году в деревне проживали 138 человек, из них 72 мужчины и 66 женщин; численность детей в возрасте до 14 лет включительно составляла 22 человека, численность лиц работоспособного возраста (возраст 15–64 года) — 91, число лиц пенсионного возраста (65 лет и старше) — 25.
По данным переписи населения 2011 года, в деревне проживали 149 человек, из них 136 (91,3 %) — эстонцы.
Численность населения деревни Икла:
| Год  | 1979 | 1989  | 2000  | 2011  | 2021  |
| ---- | ---- | ----- | ----- | ----- | ----- |
| Чел. | 228  | ↘ 186 | ↘ 175 | ↘ 149 | ↘ 122 |

## История
Первые письменные сведения об Икла относятся к 1624 году. В 1762 году упоминается Ickal, 1839 года — Ikle (хутор), во второй половине XIX столетия — Ikla (лесничество).

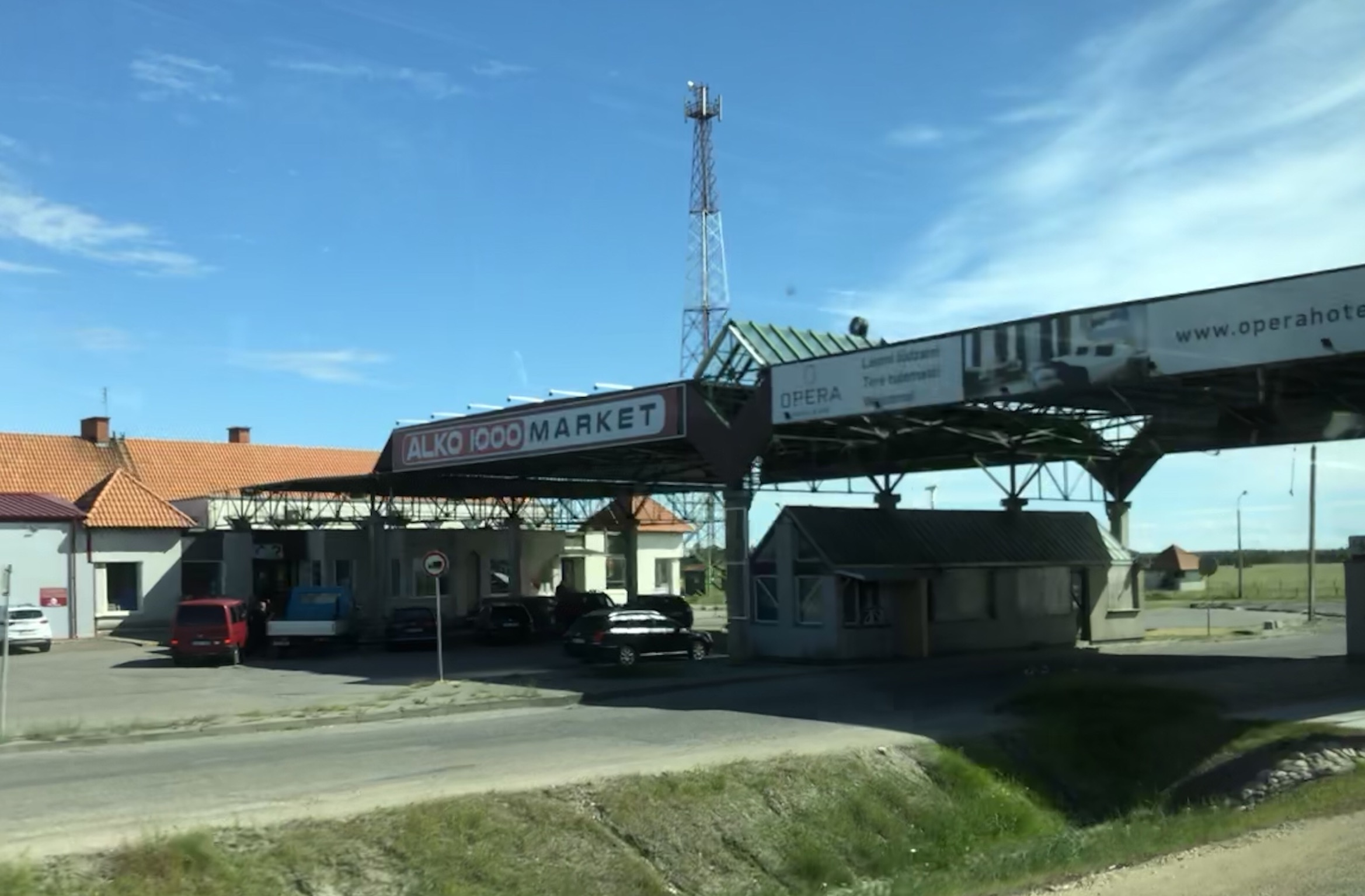
Бывший КПП Вана-Икла в 2018 году

В Российской империи Икла была частью Айнажи (эстоноязычное название — Хейнасте (эст. Heinaste)). Отдельным населённым пунктом она стала после установления эстонско-латвийской границы в 1920-х годах.
В 1925–1975 годах узкоколейная железная дорога длиной 49 км соединяла Икла с бывшей деревней Рийсселья.
В 1960-х годах в Икла была открыта минеральная вода и лечебная грязь.
В 1977 году (период кампании по укрупнению деревень) с Икла была объединена деревня Метсакюла (в 1930-х годах она называлась Метса (эст. Metsa)) и деревня Пийри (в 1922 году упоминается как Veneküla (Русская деревня) и Piiriküla (Пограничная деревня)).
Расположенный в деревне контрольно-пропускной пункт Вана-Икла был закрыт в 2007 году в связи с присоединением Эстонии к Шенгенской зоне.

## Происхождение топонима
Название деревни, возможно, произошло от маленькой мызы размером в три хутора, собственником которой был Генрих Икскюль (Heinrich Yxkul).

## Галерея

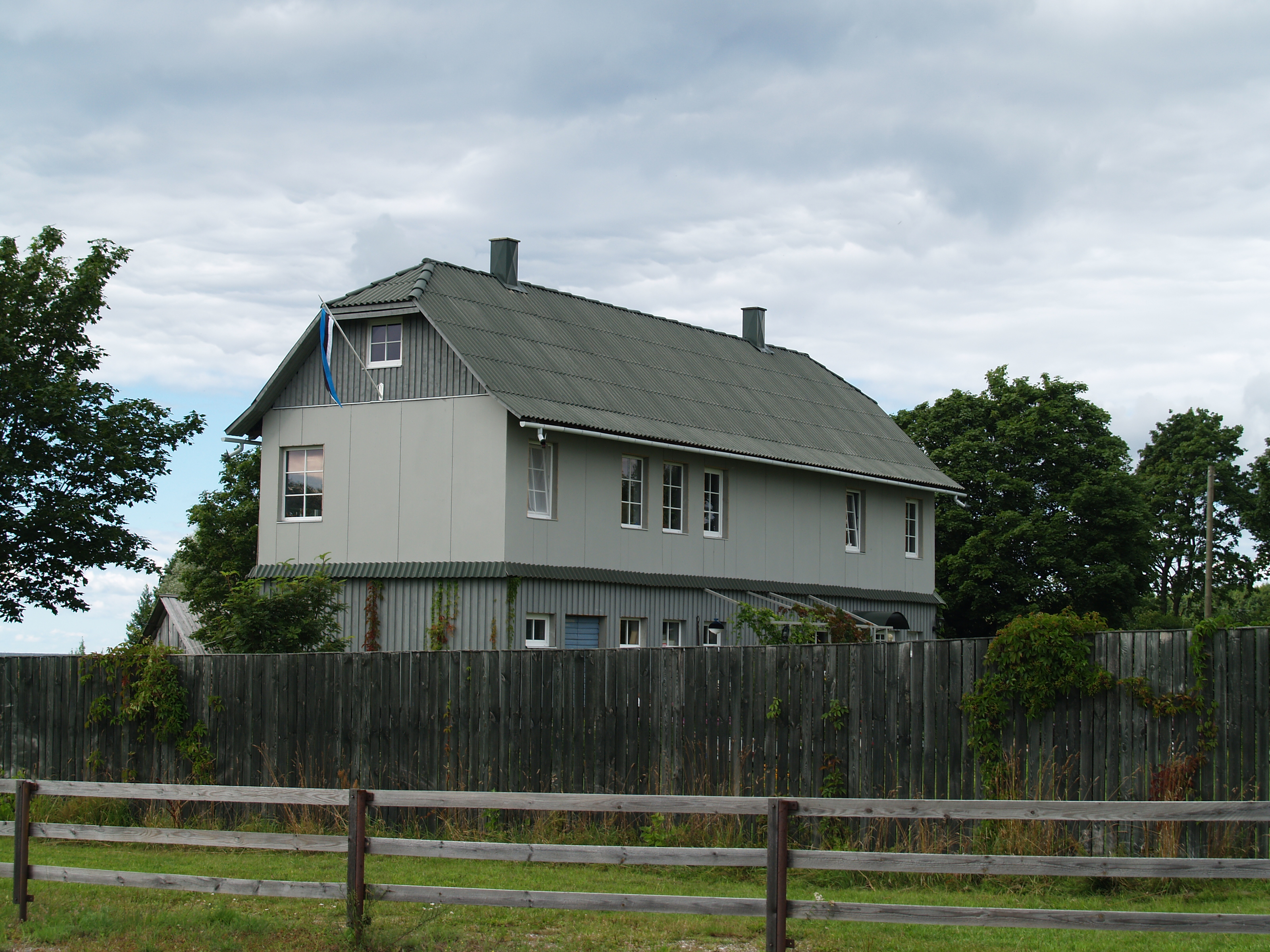
Жилой дом в Икла
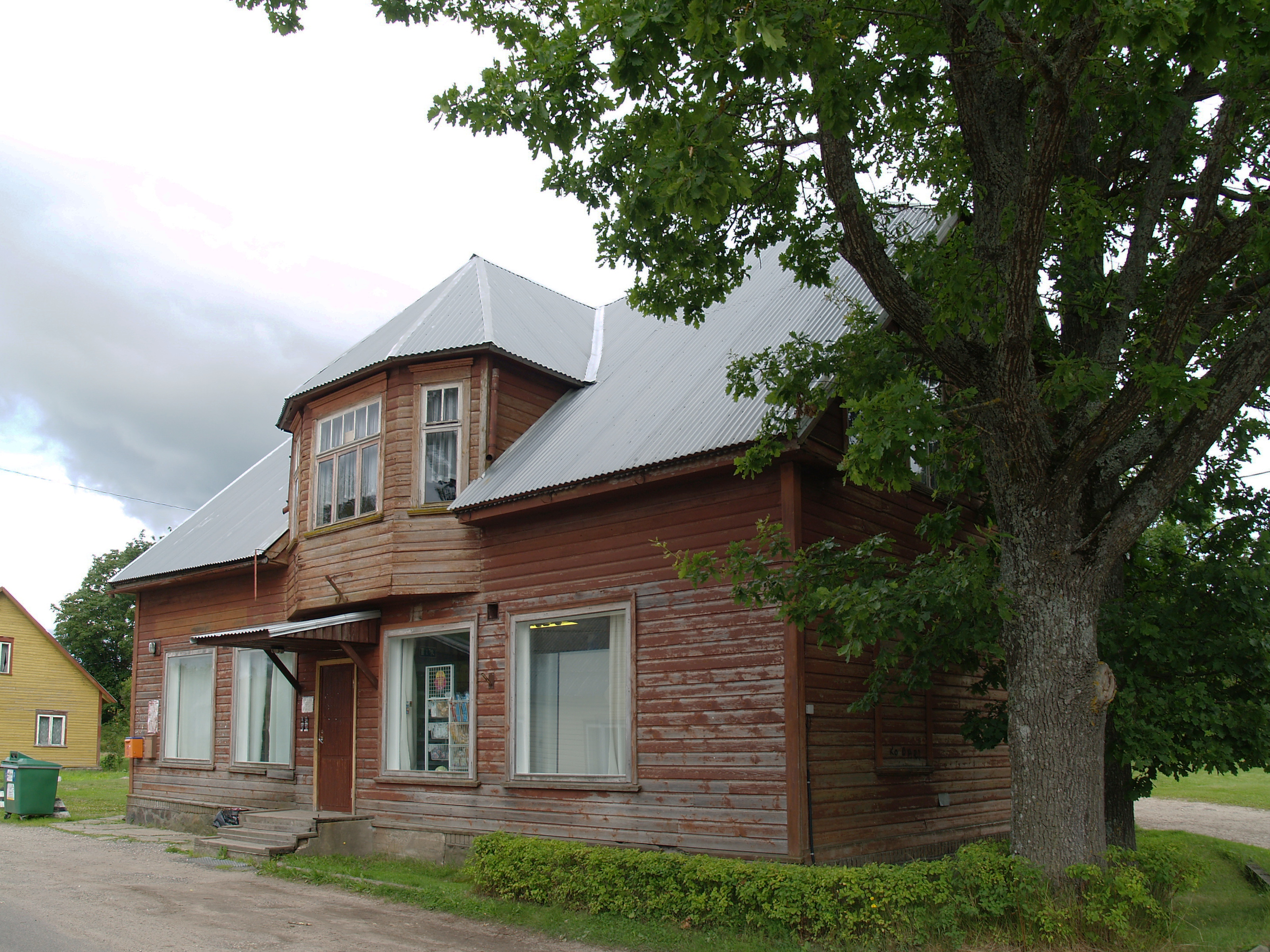
Магазин в Икла
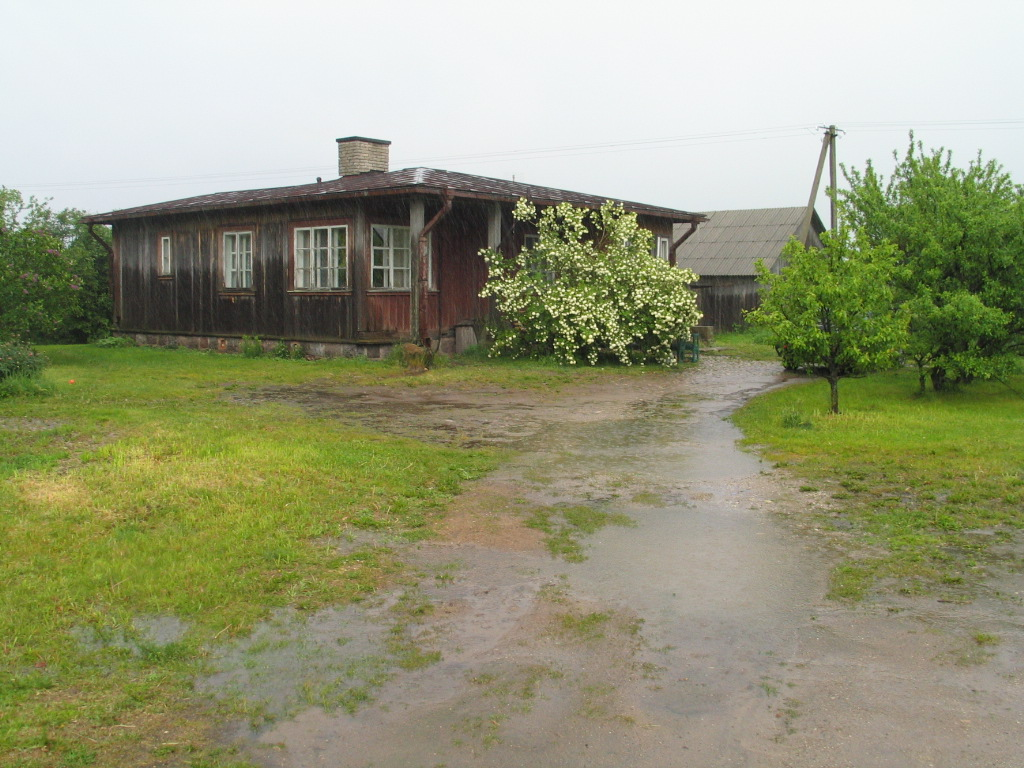
Бывшее здание железнодорожной станции, 2004 год
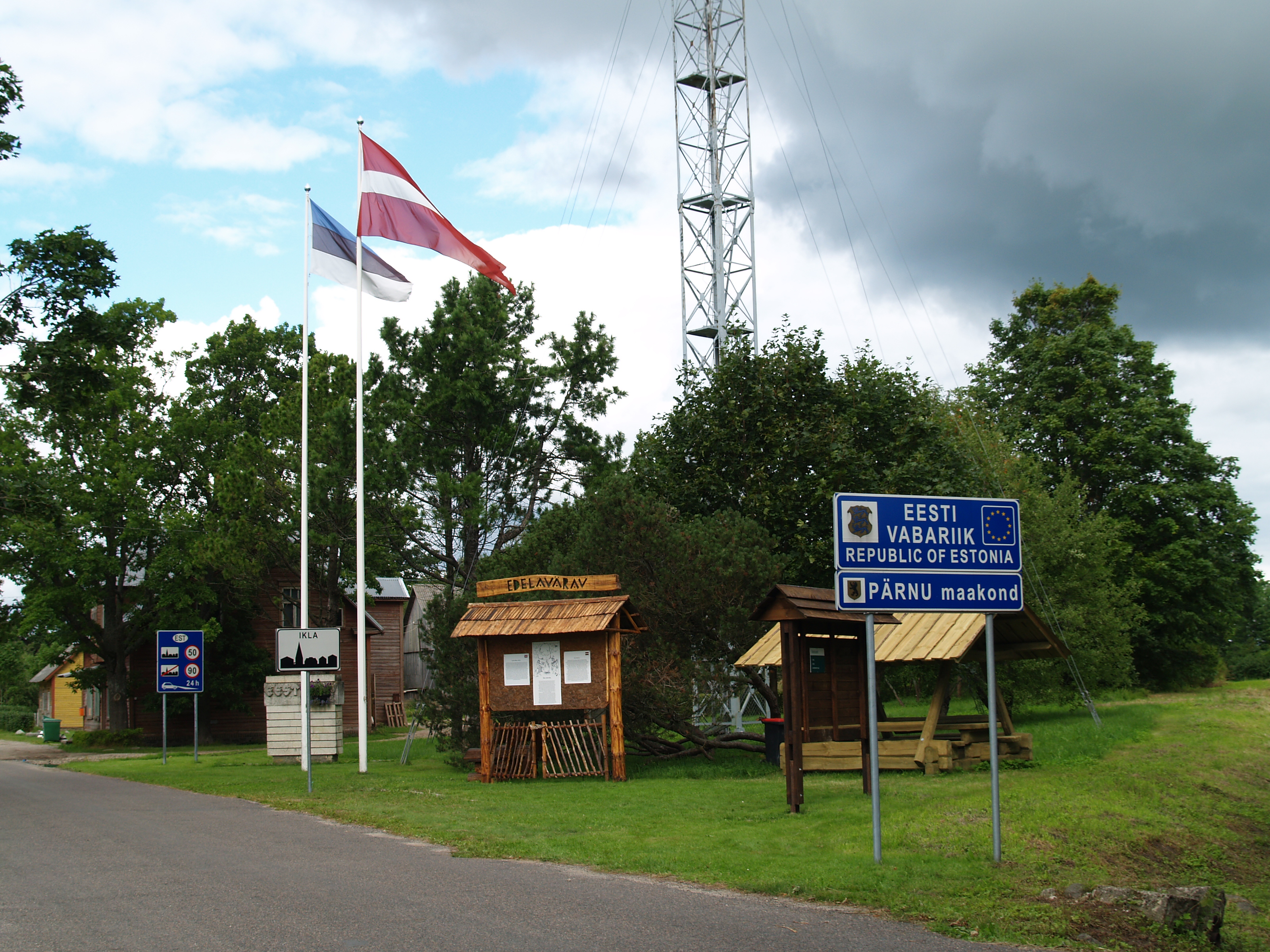
Эстонско-латвийская граница, 2012 год
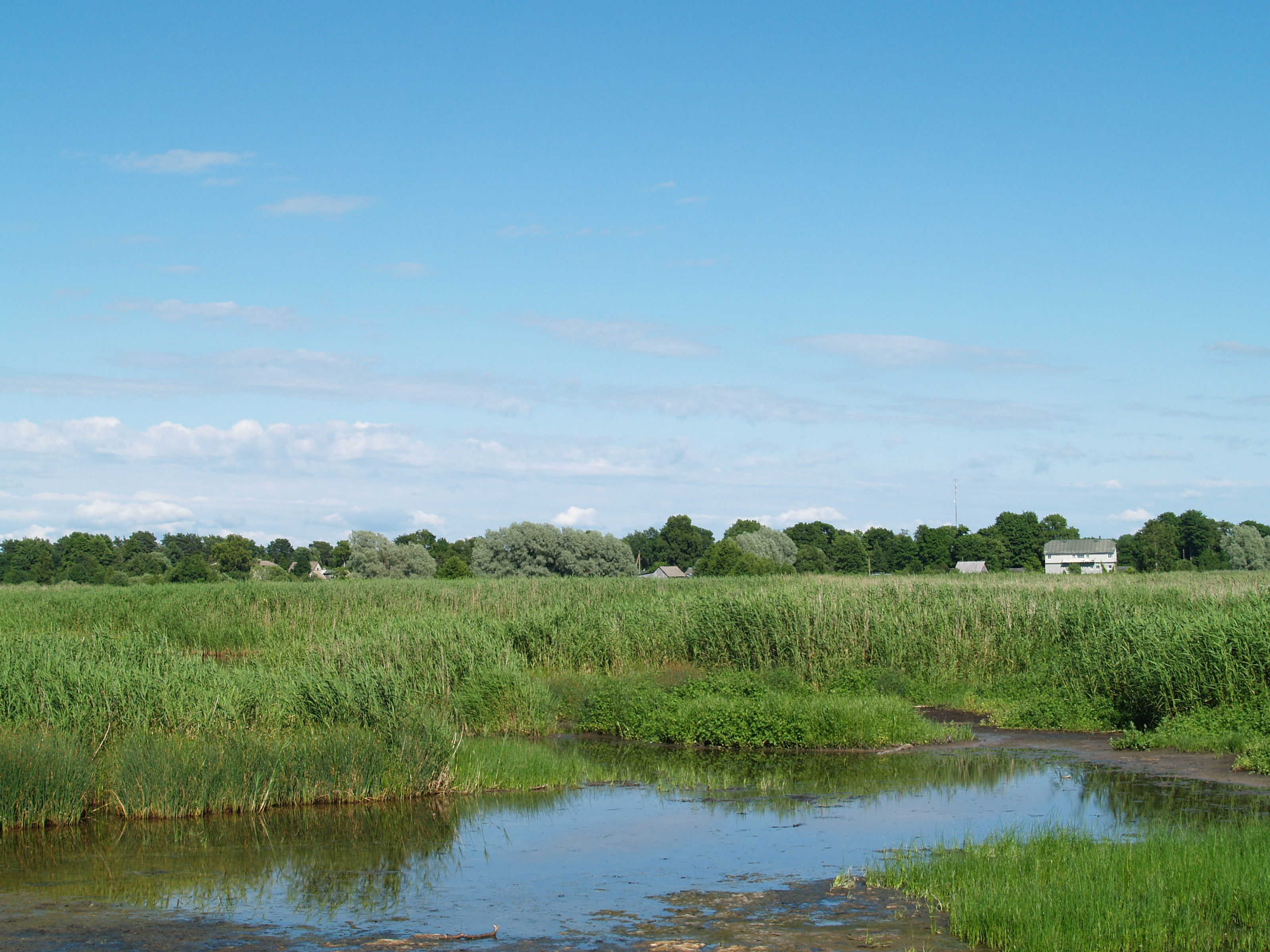
Вид на Икла из Айнажи

## Комментарии
1. ↑  Эстонские топонимы, оканчивающиеся на -а, не склоняются и не имеют женского рода (исключение — Нарва)[6].